# Nông trường Liên Sơn (thị trấn)
Nông trường Liên Sơn là một thị trấn nông trường thuộc huyện Văn Chấn, tỉnh Yên Bái, Việt Nam.

## Địa lý
Thị trấn Nông trường Liên Sơn nằm ở phía tây bắc của huyện Văn Chấn, có vị trí địa lý:
- Phía bắc giáp xã Sơn Lương
- Phía đông giáp xã Suối Quyền và thị xã Nghĩa Lộ
- Phía đông nam và phía nam giáp thị xã Nghĩa Lộ
- Phía tây giáp xã Nậm Lành.

Thị trấn Nông trường Liên Sơn có diện tích 11,26 km², dân số năm 2019 là 4.698 người, mật độ dân số đạt 417 người/km².

## Hành chính
Thị trấn Nông trường Liên Sơn được chia thành 10 tổ dân phố từ 1 đến 10.

## Lịch sử
Thị trấn Nông trường Liên Sơn được hình thành trên cơ sở Nông trường quốc doanh Liên Sơn, được thành lập từ tháng 3/1970, từ năm 2000 Nông trường quốc doanh Liên Sơn đổi tên thành Công ty Cổ phần chè Liên Sơn.
Ngày 23 tháng 2 năm 1977, Bộ Nội vụ ban hành Quyết định số 611-VP18 về việc chuyển xã Bản Hẻo thành thị trấn nông trường Bản Hẻo.
Tháng 10 năm 1989, giải thể thị trấn Nông trường Bản Hẻo và sáp nhập toàn bộ diện tích vào thị trấn Nông trường Liên Sơn.
Ngày 28 tháng 4 năm 2023, UBND tỉnh Yên Bái ban hành Quyết định số 650/QĐ-UBND về việc công nhận thị trấn Nông trường Liên Sơn là đô thị loại V.

## Kinh tế
Trong tổng số diện tích đất của thị trấn, đất lâm nghiệp có gần 300 ha, đất nông nghiệp có gần 100 ha, riêng chè có trên 400 ha và 85% thu nhập của nhân dân thị trấn Nông trường Liên Sơn từ cây chè. Toàn thị trấn trồng được trên 48 ha rừng kinh tế. Diện tích lúa ruộng có 63 ha, năng suất cả năm đạt 110 tạ/ha.
Thị trấn cũng có tài nguyên than đá song trữ lượng không đáng kể.